# David O’Sullivan
David O’Sullivan (ur. 1 marca 1953) – irlandzki dyplomata i urzędnik europejski, w latach 2000–2005 sekretarz generalny Komisji Europejskiej, ambasador Unii Europejskiej w Stanach Zjednoczonych (2014–2019).

## Życiorys
Ukończył w 1975 ekonomię i socjologię w Trinity College w Dublinie, rok później został absolwentem studiów europejskich w Kolegium Europejskim w Brugii. Do 1979 pracował w departamencie spraw zagranicznych w Dublinie, następnie podjął pracę w administracji Komisji Europejskiej w Brukseli. Był m.in. pierwszym sekretarzem przedstawicielstwa KE w Japonii (1981–1985), członkiem gabinetu komisarza Petera Sutherlanda (1985–1989) i wicedyrektorem gabinetu komisarza Pádraiga Flynna (1994–1996). Kierował dyrekcjami generalnymi KE, po czym w 1999 został szefem gabinetu politycznego przewodniczącego Komisji Europejskiej Romano Prodiego.
Od 2000 do 2005 zajmował stanowisko sekretarza generalnego Komisji Europejskiej, następnie do 2010 stał na czele dyrekcji generalnej ds. handlu. W 2010 powołany na dyrektora ds. operacyjnych w Europejskiej Służbie Działań Zewnętrznych. W 2014 nominowany na ambasadora Unii Europejskiej w Stanach Zjednoczonych; zakończył urzędowanie w 2019.
W 2022 został dyrektorem generalnym think tanku Institute of International and European Affairs. W styczniu 2023 objął obowiązki specjalnego przedstawiciela Unii Europejskiej ds. wdrażania sankcji.